# John L. Bell
John Lamberton Bell, född 20 november 1949 i Kilmarnock, Ayrshire, är en psalmförfattare och präst i Church of Scotland. Han är medlem i den ekumeniska rörelsen Iona Community, redaktör och arbetar huvudsakligen i USA och Storbritannien som föreläsare vid teologiska seminarium och offentliga föreläsningar. Han var tidigare studentaktivist.

## Biografi
Bell studerade vid University of Glasgow när han 1974 valdes till studentkårsordförande. Under perioden 1977-1980 var han rektor vid universitetet, då det var möjligt för studenter att inneha denna tjänst under en period.
Efter en vistelse Nederländerna och kyrkligt ungdomsarbete fick han anställning som ansvarig för musik- och välgörenhetsverksamheten. 1999 blev han hedersmedlem i presbyterianska kyrkan i Kanada och Royal School of Church Music. Tre år senare blev han utnämnd till hedersdoktor på Universitetet i Glasgow.
Bell har producerat, i samarbete med Graham Maule, flera inspelningar av original hymner och sånger. Bland annat två sångsamlingar för the World Church. Som redaktör har han presenterat religiös musik från olika delar av världen på BBC.